# Wappen der Départements Frankreichs
Diese Liste zeigt die Wappen der Départements der Französischen Republik.
Die meisten französischen Départements führen keine Wappen, sondern Logos, die sich ändern können. Von den in dieser Liste aufgeführten Wappen sind nur rund ein Drittel offiziell, die übrigen haben keinerlei staatlichen Charakter. Auch die offiziell angenommenen Wappen werden in unterschiedlicher Weise und Intensität verwendet: teils von allen, teils von wenigen Behörden der jeweiligen Départements. 1950 veröffentlichte der französische Heraldiker Robert Louis sein Werk Symbolische Zeichen der französischen Départments (französisch Marques symboliques des départements français), in dem er für jedes Départment ein Wappen vorschlug. Einige Départementsräte (conseils generaux) übernahmen diese Vorschläge, andere nahmen andere Wappen an, viele verzichten bis heute auf ein Wappen.
In der Wappenliste der französischsprachigen Wikipedia sind die offiziell angenommenen Wappen grau unterlegt.

## Liste
| Lage | Wappen                                          | Nr./Département            | Anmerkungen |
| ---- | ----------------------------------------------- | -------------------------- | --- |
|      |                                                 | 01 Ain                     | Wappenbeschreibung: Auf dem gevierten Wappen liegt ein weißes Kleeblattkreuz auf. - Feld eins in Blau ein nach links stehender hermelingefärbter Löwe - Feld zwei in Blau drei goldene Zahnschienen und weißem Schildhaupt mit einem roten wachsenden Löwen, - Feld drei in Blau drei (2;1) goldene Lilien zwischen denen ein roter schräglinker Einbruch liegt - Feld vier in Rot ein hermelingefärbter Löwe. Symbolik: Löwe mit Hermelinmuster auf Blau = Gex roter Löwe und Mauern = Familie Joinville Fleur de Lys und Schrägbalken = Dombes Löwe mit Hermelinmuster auf Rot = Herren von Bugey silbernes Kreuz = Orden des Heiligen Mauritius |
|      |                                                 | 02 Aisne                   | Wappenbeschreibung: Ein silberner Wellenbalken teilt in Gold mit drei blauen Schrägrechtsbalken und Blau mit silbernen Schrägrechtsbalken und goldenen Mäandern zu seinen Seiten. Symbolik: gold-blaue Schrägbalken = Grafschaft Ponthieu silberner Wellenbalken = namensgebender Fluss Aisne silberner Wellenbalken mit goldenen Mäandern = Champagne |
|      | Wappen des Départements Allier                  | 03 Allier                  | Wappenbeschreibung: In Blau besät mit goldenen Lilien über denen ein roter Schrägrechtsbalken liegt. Symbolik: Fleur-de-Lys = Königreich Frankreich Schrägbalken |
|      | Wappen des Départements Alpes-de-Haute-Provence | 04 Alpes-de-Haute-Provence | Wappenbeschreibung: In Blau unter einem dreilätzigen roten Turnierkragen eine goldene Lilie über einen silbernen durch drei Spickel geschnittenen erhöhten Schildfuß. Symbolik: Turnierkragen (Brücke) Fleur-de-Lys = Königreich Frankreich |
|      | Wappen des Départements Hautes-Alpes            | 05 Hautes-Alpes            | Wappenbeschreibung: Unter einem blauen Schildhaupt mit besäten goldenen Lilien ist der Schild in Rot mit einem goldenen Tolosanerkreuz und Gold mit einem rotbeflossten blauen nach rechts geneigten Delfin geteilt. Symbolik: Fleur-de-Lys = Königreich Frankreich Kreuz von Toulouse = Auvergne Delphin = Dauphiné |
|      | Wappen des Départements Alpes-Maritimes         | 06 Alpes-Maritimes         | Wappenbeschreibung: In Silber einen rot gekrönter und auch so bewehrter roter Adler mit roten Kleestängel auf der Brust steht auf drei schwarzen Bergen, die über einem mit zwei Dornen geschnittenen blauen Schildfuß und silberbegrenzte Schuppen liegen. Symbolik: Adler Wellen |
|      | Wappen des Départements Ardèche                 | 07 Ardèche                 | Wappenbeschreibung: Um den Wappenschild in Blau mit besäten goldenen Lilien ein goldener Bord mit acht blauen Schildlein. Symbolik: Fleur-de-Lys = Königreich Frankreich acht Schilder = acht Orte, die Delegierte zu den États du Vivarais entsandten |
|      | Wappen des Départements Ardennes                | 08 Ardennes                | Wappenbeschreibung: In Blau unter einem roten Schildhaupt mit drei (2;1) goldenen Kämmen ein silberner Schrägrechtsbalken mit goldenen Mäander zu seinen Seiten. Ein silberner Herzschild mit schwarzen Eber liegt auf. Symbolik: Eber silberner Schrägbalken mit goldenen Mäandern = Champagne |
|      | Wappen des Départements Ariège                  | 09 Ariège                  | Wappenbeschreibung: In Gold drei rote Pfähle über denen ein blauer Herzschild mit silberner Glocke liegt. Symbolik: rot-goldene Balken = Grafschaft Foix Glocke = Couserans |
|      | Wappen des Départements Aube                    | 10 Aube                    | Wappenbeschreibung: In Blau unter einem durch Wellenschnitt geteilten goldenen Schildhaupt ein silberner Schrägrechtsbalken mit goldenen Mäandern zu seinen Seiten. Symbolik: Wellenlinie = Fluss Aube silberner Schrägbalken mit goldenen Mäandern = Champagne |
|      | Wappen des Départements Aude                    | 11 Aude                    | Wappenbeschreibung: Im roten Schild mit silbernen Zinnenbord ein goldenes Tolosanerkreuz. Symbolik: Kreuz von Toulouse = Languedoc |
|      | Wappen des Départements Aveyron                 | 12 Aveyron                 | Wappenbeschreibung: In Rot ein hersehender goldener silbergezungter Löwe. Symbolik: gelöwter Leopard = Grafschaft Rouergue |
|      | Wappen des Départements Bouches-du-Rhône        | 13 Bouches-du-Rhône        | Wappenbeschreibung: In Gold ein blaues Deichselstück, in dem eine goldene Lilie ist und ein dreilätzigen roten Turnierkragen über alles schwebt. Symbolik: Turnierkragen (Brücke) Fleur-de-Lys = Königreich Frankreich |
|      | Wappen des Départements Calvados                | 14 Calvados                | Wappenbeschreibung: In Blau und Rot durch Wellenschnitt geteilter Wappenschild zeigt unten zwei laufende goldene hersehende blaubewehrte und blaugezungte Löwen. Symbolik: Wellenlinie = Atlantikküste Leoparden = Basse-Normandie |
|      | Wappen des Départements Cantal                  | 15 Cantal                  | Wappenbeschreibung: In Gold eine rote grüngerandeten Kirchenfahne auf der ein blauer Schild mit einem goldenen Schrägrechtsbalken von sechs silbernen Jakobsmuscheln am Schildrand liegt. Symbolik: Gonfanon Jakobsmuschel |
|      | Wappen des Départements Charente                | 16 Charente                | Wappenbeschreibung: Das Wappen ist in Blau und Gold geteilt. Auf der Teilungslinie liegt ein weißer Wellenfaden. Oben unter einem dreilätzigen silbernen Turnierkragen eine drei (2,1) goldene Lilien und unten rotgerautet. Symbolik: Turnierkragen (Brücke) Fleur-de-Lys = Königreich Frankreich |
|      | Wappen des Départements Charente-Maritime       | 17 Charente-Maritime       | Wappenbeschreibung: Das Wappen ist in Blau und Rot gespalten. Vorn eine silberne Mitra zwischen drei (1;2) goldenen Lilien und hinten mit einer goldgekrönten nach links stehenden goldenen Wachtel. Symbolik: Fleur-de-Lys = Königreich Frankreich Mitra = Süden Wachtel = Aunis (Norden) |
|      | Wappen des Départements Cher                    | 18 Cher                    | Wappenbeschreibung: Der Wappenschild in Blau mit besäten goldenen Lilien wird von einem roten Bord im Schnitt umgeben. Symbolik: Fleur-de-Lys = Königreich Frankreich |
|      | Wappen des Départements Corrèze                 | 19 Corrèze                 | Wappenbeschreibung: Das Wappen ist geviert. - Feld eins in Gold zwei laufende rote Löwen - Feld zwei ist rot-gold geschacht - Feld drei in Rot vier goldene Schrägrechtsbalken - Feld vier in Gold drei (2,1) rotbewehrte und ebenso gezungte blaue Löwen Symbolik: Löwe = Aquitanien geschacht Schrägbalken |
|      | Wappen der Region Korsika                       | 2A (20A) Corse-du-Sud      | Wappenbeschreibung: In Silber ein Mohrenkopf mit wehenden Enden am weißen Stirnband Symbolik: Mohrenkopf = Freiheitssymbol der Korsen Seit 1. Januar 2018 ist die Region Korsika administrativ nur noch ein Département und die Unterteilung in Corse-du-Sud und Haute-Corse dient rein statistischen Zwecken. |
|      | Wappen der Region Korsika                       | 2B (20B) Haute-Corse       | Wappenbeschreibung: In Silber ein Mohrenkopf mit wehenden Enden am weißen Stirnband Symbolik: Mohrenkopf = Freiheitssymbol der Korsen Seit 1. Januar 2018 ist die Region Korsika administrativ nur noch ein Département und die Unterteilung in Corse-du-Sud und Haute-Corse dient rein statistischen Zwecken. |
|      | Wappen des Départements Côte-d’Or               | 21 Côte-d’Or               | Wappenbeschreibung: Der goldene Wappenschild hat ein gespaltenes Schildhaupt, deren rechte Seite in Blau mit besäten goldenen Lilien einen rot-weiß geschachten Bord und links in Gold drei blaue Schrägrechtsbalken mit einem roten Bord hat. Symbolik: Fleur-de-Lys = Königreich Frankreich |
|      | Wappen des Départements Côtes-d’Armor           | 22 Côtes-d’Armor           | Wappenbeschreibung: Der geteilte Wappenschild ist mit zwei Dornen in Blau und Hermelin geschnitten. Symbolik: Hermelin = Bretagne |
|      | Wappen des Départements Creuse                  | 23 Creuse                  | Wappenbeschreibung: In Blau mit besäten goldenen Lilien ein roter Schrägrechtsbalken, auf dem drei silberne Löwen nach der Figur belegt sind. Symbolik: Fleur-de-Lys = Königreich Frankreich |
|      | Wappen des Départements Dordogne                | 24 Dordogne                | Wappenbeschreibung: In Rot drei (2;1) goldene blaubewehrte, blaugekrönte und blaugezungte Löwen |
|      | Wappen des Départements Doubs                   | 25 Doubs                   | Wappenbeschreibung: Das Wappen ist in Gold und Blau mit Wellenschnitt geteilt. Oben mit goldenen Schindeln besät ein goldgekrönter wachsender rotbewehrter und rotgezungter goldener Löwe und unten ein blauer Wellenbalken. |
|      | Wappen des Départements Drôme                   | 26 Drôme                   | Wappenbeschreibung: Das Wappen ist in Gold und Blau geteilt. Oben mit einem rotbeflossten blauen nach rechts geneigten Delfin und unten ein silberner Wellenbalken Symbolik: Delphin = Dauphiné Wellenbalken Fluss Drôme |
|      | Wappen des Départements Eure                    | 27 Eure                    | Wappenbeschreibung: Das Wappen ist geteilt. Oben in Rot zwei laufende goldene hersehende blaubewehrte und blaugezungte Löwen und unten in Blau mit besäten goldenen Lilien; darüber ein schrägrechter dreimal gestückter silber-roter Balken. Symbolik: Löwe = Normandie Fleur-de-Lys = Königreich Frankreich |
|      | Wappen des Départements Eure-et-Loir            | 28 Eure-et-Loir            | Wappenbeschreibung: Das Wappen ist durch Wellenschnitt in Blau mit drei (2;1) goldene Lilien unter einem dreilätzigen Turnierkragen und Weiß mit drei roten Sparren. geteilt. Symbolik: Turnierkragen (Brücke) Fleur-de-Lys = Königreich Frankreich |
|      | Wappen des Départements Finistère               | 29 Finistère               | Wappenbeschreibung: Unter einem Schildhaupt mit fünf Hermelinschwänzen ist der Schild in Gold und Blau gespalten. Vorn ein schwarzer nach links aufgerichteter Löwe und hinten ein aufgerichteter goldbewehrter Widder. Symbolik: Hermelin = Bretagne |
|      | Wappen des Départements Gard                    | 30 Gard                    | Wappenbeschreibung: Unter dem silbernen Schildhaupt ist mit Dornenschnitt abgetrennt in Rot ein goldenes Tolosanerkreuz. Symbolik: Kreuz von Toulouse = Languedoc |
|      | Wappen des Départements Haute-Garonne           | 31 Haute-Garonne           | Wappenbeschreibung: In Rot ein goldenes Tolosanerkreuz mit vier silbernen Mandeln in den Winkeln. Symbolik: Kreuz von Toulouse = Languedoc |
|      | Wappen des Départements Gers                    | 32 Gers                    | Wappenbeschreibung: In Silber aufgerichteter roter blaubewehrte und blaugezungte Löwe |
|      | Wappen des Départements Gironde                 | 33 Gironde                 | Wappenbeschreibung: Unter dem roten Schildhaupt mit einem laufenden goldenen hersehenden blaubewehrten und blaugezungten Löwen in Silber eine blaue Ständerung. Symbolik: Löwe = Aquitanien Gironde |
|      | Wappen des Départements Hérault                 | 34 Hérault                 | Wappenbeschreibung: In Silber ein roter Kreis mit ein goldenes Tolosanerkreuz. Symbolik: Kreuz von Toulouse = Languedoc |
|      | Wappen des Départements Ille-et-Vilaine         | 35 Ille-et-Vilaine         | Wappenbeschreibung: Der Hermelinschild hat zwei blaue Wellenpfähle. Symbolik: Hermelin = Bretagne Wellen = Flüsse Ille und Vilaine |
|      | Wappen des Départements Indre                   | 36 Indre                   | Wappenbeschreibung: Der blauen Schild mit drei (2;1) goldenen Lilien ist durch einen weißen Wellenbalken geteilt und von einem roten Dornenbord. eingefasst. Symbolik: Fleur-de-Lys = Königreich Frankreich |
|      | Wappen des Départements Indre-et-Loire          | 37 Indre-et-Loire          | Wappenbeschreibung: Der Wappenschild in Blau mit besäten goldenen Lilien wird von einem zwölffach rot-weißen gestückten Bord umgeben. Symbolik: Fleur-de-Lys = Königreich Frankreich |
|      | Wappen des Départements Isère                   | 38 Isère                   | Wappenbeschreibung: Das Wappen ist in Blau und Gold geteilt. Oben ein silberner Wellenbalken und unten mit einem rotbeflossten blauen nach rechts geneigten Delfin Symbolik: Delphin = Dauphiné |
|      | Wappen des Départements Jura                    | 39 Jura                    | Wappenbeschreibung: Das Wappen ist in Blau und Weiß geteilt und oben mit goldenen Schindeln besät ein goldgekrönter wachsender rotbewehrter und rotgezungter goldener Löwe. Unten an der Teilung ein roter Balken. mit drei nach unten zeigenden Spitzen. |
|      | Wappen des Départements Landes                  | 40 Landes                  | Wappenbeschreibung: Das Wappen ist in Blau und Rot geviert. Feld 1 und 4 mit einem goldenen laufenden hersehenden blaubewehrten und -gezungten Löwen und in den anderen Feldern drei Pinienzapfen auf goldenem Grund. |
|      | Wappen des Départements Loir-et-Cher            | 41 Loir-et-Cher            | Wappenbeschreibung: Das Wappen ist in Blau und Gold durch Wellenschnitt geteilt Oben zwei goldene Lilien unter einem silbernen dreilätzigen Turnierkragen und unten eine blaue Lilie. Symbolik: Turnierkragen (Brücke) Fleur-de-Lys = Königreich Frankreich |
|      | Wappen des Départements Loire                   | 42 Loire                   | Wappenbeschreibung: In Rot ein nach rechts geneigter goldener Delfin Symbolik: Delphin = Dauphiné |
|      | Wappen des Départements Haute-Loire             | 43 Haute-Loire             | Wappenbeschreibung: Im roten Schild bricht zur Mitte haltend vorn aus einer blauen Wolke ein weißer Linksarm mit einem goldenen Bischofsstab und hinten ein weißer Rechtarm mit goldbegrifften weißen Schwert aus einer blauen Wolke hervor. |
|      | Wappen des Départements Loire-Atlantique        | 44 Loire-Atlantique        | Wappenbeschreibung: Ein blauer Wellenbalken über einen Hermelinschild Symbolik: Hermelin = Bretagne |
|      | Wappen des Départements Loiret                  | 45 Loiret                  | Wappenbeschreibung: Im blauen Schild mit weißem Wellenbalken sind oben zwei goldene Lilien nebeneinander unter einem silbernen dreilätzigen Turnierkragen und unten eine. Symbolik: Turnierkragen (Brücke) Fleur-de-Lys = Königreich Frankreich Wellenbalken = Fluss Loire |
|      | Wappen des Départements Lot                     | 46 Lot                     | Wappenbeschreibung: In Rot eine silberne schwarzgefugte Steinbrücke mit sechs Brückenbogen über einen blauen Wellenschildfuß. Auf der Brücke stehen fünf silberne gemauerte schwarzgefugte fünfzinnige Türme, zur Brückenmitte höher werdend, mit offenen Torbogen, über denen je eine goldene Lilie im gleichen Abstand schwebt. |
|      | Wappen des Départements Lot-et-Garonne          | 47 Lot-et-Garonne          | Wappenbeschreibung: In Rot ein laufender goldener hersehender blaubewehrter und blaugezungter Löwe zwischen zwei schmalen weißen Wellenbalken. |
|      | Wappen des Départements Lozère                  | 48 Lozère                  | Wappenbeschreibung: Der Wappenschild ist in Blau mit besäten goldenen Lilien und Gold mit vier roten Pfählen gespalten. Symbolik: Fleur-de-Lys = Königreich Frankreich rote Senkrechtstreifen = Provence |
|      | Wappen des Départements Maine-et-Loire          | 49 Maine-et-Loire          | Wappenbeschreibung: Der blaue Schild ist gespalten. Vorn rotgebordet sind zwei goldene Lilien, eine am Spalt und hinten ein rotes goldgerandetes Patriarchenkreuz Symbolik: Fleur-de-Lys = Königreich Frankreich |
|      | Wappen des Départements Manche                  | 50 Manche                  | Wappenbeschreibung: Das Wappen ist in Blau und Rot durch Wellenschnitt gespalten. Zwei laufende goldene hersehende blaubewehrte und blaugezungte Löwen sind pfahlweise gestellt. |
|      | Wappen des Départements Marne                   | 51 Marne                   | Wappenbeschreibung: Das Wappen ist in Blau mit einem silbernen Balken und goldenem Mäander an seinen Seiten. Symbolik: silberner Balken mit goldenen Mäandern = Champagne |
|      | Wappen des Départements Haute-Marne             | 52 Haute-Marne             | Wappenbeschreibung: Das Wappen ist in Blau mit einem silbernen Pfahl und goldenen Mäander an seinen Seiten Symbolik: silberner Pfahl mit goldenen Mäandern = Champagne |
|      | Wappen des Départements Mayenne                 | 53 Mayenne                 | Wappenbeschreibung: Das Wappen mit rotem Bord ist blau mit einem goldenen hersehenden Löwen über einer goldenen Lilie. Ein Wellenpfahl in Hermelin liegt über allem. |
|      | Wappen des Départements Meurthe-et-Moselle      | 54 Meurthe-et-Moselle      | Wappenbeschreibung: In Gold ein roter Schrägrechtsbalken belegt mit drei gestümmelten silbernen Adlern, begleitet von zwei blauen schrägrechts liegenden Wellenleisten. |
|      | Wappen des Départements Meuse                   | 55 Meuse                   | Wappenbeschreibung: In Blau mit fußgespitzten goldenen Widerkreuzen besät zwei gegengewendete senkrecht stehende goldene Fische. |
|      | Wappen des Départements Morbihan                | 56 Morbihan                | Wappenbeschreibung: Durch Wellenschnitt geteilt in Hermelin und Blau Symbolik: Hermelin = Bretagne |
|      | Wappen des Départements Moselle                 | 57 Moselle                 | Das Wappen ist geviert. - Feld eins in Rot mit einem Rechtarm aus einer silbernen Wolke hervorbrechen du ein goldbegriftes silbernes Schwert zur Mitte hochhaltend. Zwei goldene Steine schweben neben der Scheide. - Feld zwei ist Gold mit rotem Schrägrechtsbalken und darauf mit drei silbernen Alérion nach der Figur gelegt - Feld drei In Blau mit fußgespitzten goldenen Widerkreuzen besät zwei gegengewendete senkrecht stehende goldene Fische. - Feld vier in Blau über fünf silberne an der Teilung beginnenden Balken. ein rotbewehrter, goldgekrönter und goldgezungte roter Löwe. Ein in Silber und Schwarz gespaltener Herzschild liegt auf dem Schild. Symbolik: Schrägbalken mit Alérion = Lothringen |
|      | Wappen des Départements Nièvre                  | 58 Nièvre                  | Das Wappen nit rotem Dornenbord ist blau mit zwei goldenen Schrägrechtsbalken |
|      | Wappen des Départements Nord                    | 59 Nord                    | In Gold ein rotgezungter und so bewehrter schwarzer Löwe. |
|      | Wappen des Départements Oise                    | 60 Oise                    | Mit einem schrägen silbernen schrägerLinksbalken ist der Schild in Gold mit drei blauen Schrägrechtsbalken und in Blau mit besäten goldenen Lilien geteilt. Symbolik: Fleur-de-Lys = Königreich Frankreich |
|      | Wappen des Départements Orne                    | 61 Orne                    | Das in Rot und Blau geteilte Wappen hat oben zwei laufende goldene hersehende blaubewehrte und blaugezungte Löwen und unten von einem roten Bord mit acht weißen Kugeln umgeben drei (2;1) goldenen Lilien Symbolik: Fleur-de-Lys = Königreich Frankreich |
|      | Wappen des Départements Pas-de-Calais           | 62 Pas-de-Calais           | Das Wappen mit goldenem Bord und drei roten Kugeln hat in Blau mit besäten goldenen Lilien einen bis zum Bord reichenden roten dreilätzigen Turnierkragen mit je drei goldenen gezinnten dreitürmigen roten Kastellen mit offenen goldenen Durchgang auf diesen. Symbolik: Fleur-de-Lys = Königreich Frankreich |
|      | Wappen des Départements Puy-de-Dôme             | 63 Puy-de-Dôme             | In Gold eine rote grüngerandeten Kirchenfahne auf der ein goldener Schild mit einem an der Hüfte in Rot und Grün geteilten Greif liegt. Symbolik: Gonfanon = Auvergne |
|      | Wappen des Départements Pyrénées-Atlantiques    | 64 Pyrénées-Atlantiques    | Das Wappen ist geviert. - Feld eins in Rot die goldene Navarrakette mit grünem Schmuckstein - Feld zwei in Gold zwei rote Kühe pfahlgestellt mit blauen Hörnern und blauem Halsband mit Glocke - Feld drei in Gold mit rotem Löwen Stab schwingend und Blau mit goldener Liliegespalten - Feld vier in Rot ein goldener Löwe br/> Symbolik: Fleur-de-Lys = Königreich Frankreich |
|      | Wappen des Départements Hautes-Pyrénées         | 65 Hautes-Pyrénées         | In Gold zwei laufenden rote blaubewehrten und blaugezungte Löwen. |
|      | Wappen des Départements Pyrénées-Orientales     | 66 Pyrénées-Orientales     | In Gold vier rote Pfähle. Symbolik: rote Senkrechtstreifen = Katalonien |
|      | Wappen des Départements Bas-Rhin                | 67 Bas-Rhin                | In Rot ein silberner schrägrechter Balken mit silbernen Lilienband an beiden Seiten. |
|      | Wappen des Départements Haut-Rhin               | 68 Haut-Rhin               | In Rot ein goldener schrägrechter Balken von je drei (2;1) goldenen Lilienkronen mit der Reifenseite zu ihm begleitet. |
|      | Wappen des Départements Rhône                   | 69 Rhône                   | Das Wappen ist in Rot und Gold gespalten. Vorn über einen silbernen Löwen ein blaues Schildhaupt mit drei goldenen Lilien in balkenart und hinten ein rotbewehrter und rotgezungter schwarzer Löwe auf dem ein fünflätziger roter Turnierkragen liegt. Symbolik: Fleur-de-Lys = Königreich Frankreich |
|      | Wappen des Départements Haute-Saône             | 70 Haute-Saône             | Das Wappen ist in Blau mit goldenen Schindeln besät ein goldgekrönter rotbewehrter und rotgezungter goldener Löwe mit liegendem silbernen Halbmond in Prankenhöhe unter einem roten Schildhaupt mit weißem Wellenbalken. |
|      | Wappen des Départements Saône-et-Loire          | 71 Saône-et-Loire          | Der goldene Wappenschild mit zwei blauen Wellenpfählen hat ein gespaltenes Schildhaupt, deren rechte Seite in Blau mit besäten goldenen Lilien einen rot-weiß geschachten Bord und links in Gold drei blaue Schrägrechtsbalken mit einem roten Bord. hat Symbolik: Fleur-de-Lys = Königreich Frankreich |
|      | Wappen des Départements Sarthe                  | 72 Sarthe                  | Der Wappenschild in Blau mit besäten goldenen Lilien wird von einem roten Bord mit einem silbernen Löwen im rechten Bordeck umgeben. Symbolik: Fleur-de-Lys = Königreich Frankreich |
|      | Wappen des Départements Savoie                  | 73 Savoie                  | In Rot ein bis zum Schildrand reichendes breites silbernes gemeines Kreuz- Symbolik: Kreuz = Savoyen |
|      | Wappen des Départements Haute-Savoie            | 74 Haute-Savoie            | In Blau eine weiße Spitze mit einem roten Schild, in dem ein silbernes bis zum Rand reichendes gemeines Kreuz liegt. Symbolik: Kreuz = Savoyen |
|      | Wappen von Paris                                | 75 Paris                   | In Rot ein einmastiges silbernes Boot mit geblähtem Segel; darüber ein Schildhaupt in Blau mit besäten goldenen Lilien. Symbolik: Fleur-de-Lys = Königreich Frankreich Schiff |
|      | Wappen des Départements Seine-Maritime          | 76 Seine-Maritime          | In Rot zwei laufenden goldenen hersehenden blaubewehrten und blaugezungten Löwen, die durch einen silbernen Wellenbalken getrennt sind. Symbolik: Löwe = Aquitanien |
|      | Wappen des Départements Seine-et-Marne          | 77 Seine-et-Marne          | In Blau mit besäten goldenen Lilien zwei silberne Wellenbalken. Symbolik: Fleur-de-Lys = Königreich Frankreich Wellenbalken = Flüsse Seine und Marne |
|      | Wappen des Départements Yvelines                | 78 Yvelines                | In Blau mit besäten goldenen Lilien zwei silberne schrägrechte Wellenbalken. Symbolik: Fleur-de-Lys = Königreich Frankreich |
|      | Wappen des Départements Deux-Sèvres             | 79 Deux-Sèvres             | In Rot zwei silberne Wellenbalken mit zwei goldenen gezinntenTürmen und offenem goldenen Durchgang über, einen zwischen und zwei unter diesen. |
|      | Wappen des Départements Somme                   | 80 Somme                   | Im gevierten Schild liegt auf der Teilungslinie ein weißer Faden. Feld eins und vier ist blau mit je drei (2;1) goldenen Lilien und Feld zwei und drei haben in Rot je drei (2;1) goldene Löwen Symbolik: Fleur-de-Lys = Königreich Frankreich |
|      | Wappen des Départements Tarn                    | 81 Tarn                    | In Gold ein roter Schildhauptpfahl mit einem goldenen Tolosanerkreuz im Haupt. |
|      | Wappen des Départements Tarn-et-Garonne         | 82 Tarn-et-Garonne         | In Rot zwei laufende goldene hersehende blaubewehrte und blaugezungte Löwen.über einem goldenen Tolosanerkreuz. Symbolik: Löwe = Aquitanien Kreuz von Toulouse = Languedoc |
|      | Wappen des Départements Var                     | 83 Var                     | In Gold eine blaue gestürzte Spitze mit einer goldenen Lilieunter einem dreilätzigen roten Turnierkragen Symbolik: Turnierkragen (Brücke) Fleur-de-Lys = Königreich Frankreich |
|      | Wappen des Départements Vaucluse                | 84 Vaucluse                | Das in Rot und Blau gevierten Wappen zeigt im ersten Feld die Bindeschlüssel und im vierten drei goldene liegende Schlüssel mit dem Bart nach unten und zur Teilung, im dritten eine goldene Lilie und im vierten Feld einen grünen Zweig mit goldenen kugeligen Früchten unter einem goldenen Schildhaupt mit einem blauen Hifthorn. Symbolik: Turnierkragen (Brücke) Fleur-de-Lys = Königreich Frankreich |
|      | Wappen des Départements Vendée                  | 85 Vendée                  | In Silber zwei rote verschlungene Herzen mit Zinnenkrone und aufstehendem Kreuz von einem blau-rot gestücktem Bord umgeben. In Blau eine goldene Lilie und in Rot ein goldenes gezinntes dreitürmiges Kastell mit goldenem Durchgang. Symbolik: Fleur-de-Lys = Königreich Frankreich |
|      | Wappen des Départements Vienne                  | 86 Vienne                  | In Rot mit einem weißen Wellenpfahl liegen fünf (2;1;2) goldene gezinntedreitürmige Kastelle mit goldenem Durchgang auf. |
|      | Wappen des Départements Haute-Vienne            | 87 Haute-Vienne            | Auf einem mit Hermelin gefüllten Schild mit rotem Bord ein doppeltbreiter blauer Wellenbalken bis zu den Schildrändern. Symbolik: Hermelin = Limousin |
|      | Wappen des Départements Vosges                  | 88 Vosges                  | Das Wappen in Grün hat ein größeres goldenes Schildhaupt, in dem ein roter Schrägrechtsbalken mit drei silbernen Alérion nach der Figur gelegt ist, und unten eine niedrigesilberne Spitze mit einer ausgerissenen grünen von zwei silbernen ausgerissenen Tanne begleitet wird. Symbolik: Schrägbalken mit Alérion = Lothringen |
|      | Wappen des Départements Yonne                   | 89 Yonne                   | Der goldene Wappenschild mit der blauen Deichsel hat ein gespaltenes Schildhaupt, deren rechte Seite in Blau mit besäten goldenen Lilien einen rot-weiß geschachten Bord und links in Gold drei blaue Schrägrechtsbalken mit einem roten Bord hat Symbolik: Fleur-de-Lys = Königreich Frankreich |
|      | Wappen des Départements Territoire de Belfort   | 90 Territoire de Belfort   | In Blau drei goldene Zwillingsbalken über denen ein goldener gezinnter Turm mit offenem Durchgang und goldenem nach links wehenden Wimpel auf der Spitze liegt. |
|      | Wappen des Départements Essonne                 | 91 Essonne                 | Im blauen Schild ein weißer Schrägrechtsbalken über den eine goldene Sonne mit dünnen Strahlen, auf denen ungeordnet goldene Kugeln unterschiedlicher Größe und Anzahl gesteckt sind, scheint. Unter dem Balken ist das Feld besät mit goldenen Lilien. Symbolik: Fleur-de-Lys = Königreich Frankreich |
|      | Wappen des Départements Hauts-de-Seine          | 92 Hauts-de-Seine          | Unter dem silbernen Schildhaupt mit dem blauen Wellenbalken ist der Schild in Blau mit einer goldenen Lilie und in Rot mit einem einmastigen silbernen Boot mit geblähtem Segel gespalten. Symbolik: Wellenbalken = Fluss Seine Fleur-de-Lys = Königreich Frankreich |
|      | Wappen des Départements Seine-Saint-Denis       | 93 Seine-Saint-Denis       | In Blau mit goldenen Lilien besät und Rot geteilt. Unten drei goldene Getreideähren über eine gestürzte leicht gebogene auslaufende silberne Spitze. Ein silbernes Zahnrad mit großem runden Durchbruch liegt auf der Teilungslinie. Symbolik: Fleur-de-Lys = Königreich Frankreich |
|      | Wappen des Départements Val-de-Marne            | 94 Val-de-Marne            | In Gold eine blaue gestürzte mit goldenen Lilien besäte Spitze, in der ein gestürzter silberner Wellensparren liegt. Symbolik: Fleur-de-Lys = Königreich Frankreich |
|      | Wappen des Départements Val-d’Oise              | 95 Val-d’Oise              | In Rot oberhalb eines schrägen silbernen Wellenbalken ein goldener Alérion und unter diesem ein goldenes schlankes Ankerkreuz. Ein blauer Bord mit zehn goldenen Lilien umgibt alles. Symbolik: Fleur-de-Lys = Königreich Frankreich |
|      | Wappen des Départements Guadeloupe              | 971 Guadeloupe             | Im schwarzen Schild eine goldene gesichtslose Sonne auf einem nach schrägrechts liegenden grünen Pflanzenwedel unter einem blauen Schildhaupt mit drei goldenen Lilien. Symbolik: Fleur-de-Lys = Königreich Frankreich |
|      | Wappen des Départements Martinique              | 972 Martinique             | Im blauen durch ein weißes Kreuz gevierten Schild in allen Feldern eine weiße gewundene Schlange. Symbolik: Schlangen |
|      | Wappen des Départements Französisch-Guayana     | 973 Französisch-Guayana    | Wappenbeschreibung: Das Wappen ist zweimal in Blau, Rot und in Grün unregelmäßig mit Wogen und Wellen geteilt. Im oberen Feld sind drei goldene Lilien balkenweise unter der goldenen Jahreszahl 1643 gestellt. Das mittlere Feld zeigt ein braunes Boot mit einem großen Goldberg und mit zwei schmalen Paddeln. Im dritten Feld sind drei (2;1) weiße natürliche Seerosen mit schwarzen Butzen. Symbolik: Fleur-de-Lys = Frankreich Boot mit Goldhaufen = Reichtum der Region silberne Seerosen |
|      | Wappen des Départements Réunion                 | 974 Réunion                | Das Wappen Réunions, eines französischen Überseedépartements, zeigt einen gevierten Schild. - Feld eins ist durch einen Dornenschnitt in Grün und Weiß mit Wellen geteilt. Oben drei weiße Berge, der hintere mit aufsteigendem Ascheregen und über dem höheren mittleren drei Majuskeln „M“ in weiß. - Feld zwei oben in Blau und Rot gespalten und unten durch einen Dornenschnitt in Weiß mit Wellen geteilt. Am Schnitt liegt eine weiße Kogge mit drei Masten und weißen geblähten Segeln. Die weißen Wimpel auf den Masten und die weiße Heckflagge wehen nach rechts. - Feld drei zeigt in Blau drei (2;1) goldene Lilien - in Feld vier in Rot befinden sich drei Reihen goldene Bienen bis über den Schildrand. Auf allen liegt ein Herzschild mit den französischen Farben und zeigt im weißen Pfahl in Gold die verschlungenen Majuskeln „R“ und „F“ für République française (Republik Frankreich). Symbolik: Insel Schiff Fleur-de-Lys = Frankreich Bienen Wappen = République Française |
|      | Wappen des Départements Mayotte                 | 976 Mayotte                | Das Wappen Mayottes, eines französischen Übersee-Départements, ist ein in silbernem Bogenschnitt bordiertes Wappen und von Blau und Rot geteilter Schild. Oben ein silberner, liegender Mond und unten zwei goldene sechsblättrige Blüten mit silbernem Butzen. |